# Predator (serie di romanzi)
Predator è una serie di romanzi che fa parte del media franchise Predator. I primi due volumi, editi dalla Jove Books nel 1987 e nel 1990, sono gli adattamenti dei rispettivi film, Predator e Predator 2. Successivamente dalla Spectra, una divisione della Bantam Books, sono stati pubblicati degli adattamenti di fumetti della Dark Horse Comics. Dal 2006, la DH Press, una imprint della stessa Dark Horse, ha pubblicato delle storie originali.

## Elenco di libri

### Novelization dei film
| Anno | Romanzo    | Autore       | Note                             |
| ---- | ---------- | ------------ | -------------------------------- |
| 1987 | Predator   | Paul Monette | Novelization del film Predator   |
| 1990 | Predator 2 | Simon Hawke  | Novelization del film Predator 2 |

### SeriePredator
| Anno | Romanzo                    | Autore                                    | Note                                                                                                 |
| ---- | -------------------------- | ----------------------------------------- | --- |
| 1995 | Predator: Concrete Jungle  | Nathan Archer                             | Novelization della serie a fumetti Predator                                                          |
| 1997 | Predator: Cold War         | Nathan Archer                             | Novelization del fumetto Predator: Cold War                                                          |
| 1999 | Predator: Big Game         | Sandy Schofield                           | Novelization del fumetto Predator: Big Game                                                          |
| 2006 | Predator: Forever Midnight | John Shirley                              | |
| 2007 | Predator: Flesh and Blood  | Michael Jan Friedman e Robert Greenberger | |
| 2008 | Predator: Turnabout        | Steve Perry                               | |
| 2008 | Predator: South China Sea  | Jeff VanderMeer                           | |
| 2015 | Predator: Incursion        | Tim Lebbon                                | Primo romanzo della Trilogia Rage War. È seguito da Alien: Invasion e Alien vs. Predator: Armageddon |

### Antologie di racconti
| Anno | Titolo                 | Storie contenute |
| ---- | ---------------------- | --- |
| 2017 | Predator: If It Bleeds | - Devil Dogs di Tim Lebbon - Stonewall's Last Stand di Jeremy Robinson - Rematch di Steve Perry - May Blood Pave My Way Home di Weston Ochse - Storm Blood di Peter J. Wacks e David Boop - Last Report from the KSS Psychopomp di Jennifer Brozek - Skeld's Keep di S. D. Perry - Indigenous Species di Kevin J. Anderson - Blood and Sand di Mira Grant - Tin Warriors di John Shirley - Three Sparks di Larry Correia - The Pilot di Andrew Mayne - Buffalo Jump di Wendy N. Wagner - Drug War di Bryan Thomas Schmidt e Holly Roberds - Recon di Dayton Ward - Gameworld di Jonathan Maberry |

### Romanzi ungheresi non ufficiali
| Anno | Romanzo                               | Autore          | Note                                            |
| ---- | ------------------------------------- | --------------- | ----------------------------------------------- |
| 1993 | Predator: 2017 - Hőhullám New Yorkban | Kyle Sternhagen | Sequel del film Predator 2                      |
| 1995 | Predator 3: Új Vadászok               | Rick Fraser     | Sequel di Predator: 2017 - Hőhullám New Yorkban |